# Hărmăneștii Noi, Iași
Hărmăneștii Noi este un sat în comuna Hărmănești din județul Iași, Moldova, România.